# Reyershausen
Reyershausen is een dorp in de Duitse gemeente Bovenden in de deelstaat Nedersaksen. In 1973 werd het dorp deel van de uitgebreide gemeente Bovenden.
Reyershausen wordt voor het eerst vermeld in een oorkonde uit 1205. De dorpskerk is van 1833. De kerk verving een eerdere kerk.